# ویورسهایم
ویورسهایم (به فرانسوی: Wiwersheim) یک کمون در فرانسه با جمعیت ۷۰۰ نفر است که در Canton of Truchtersheim واقع شده‌است.